# وصل أجزاء المنتجات

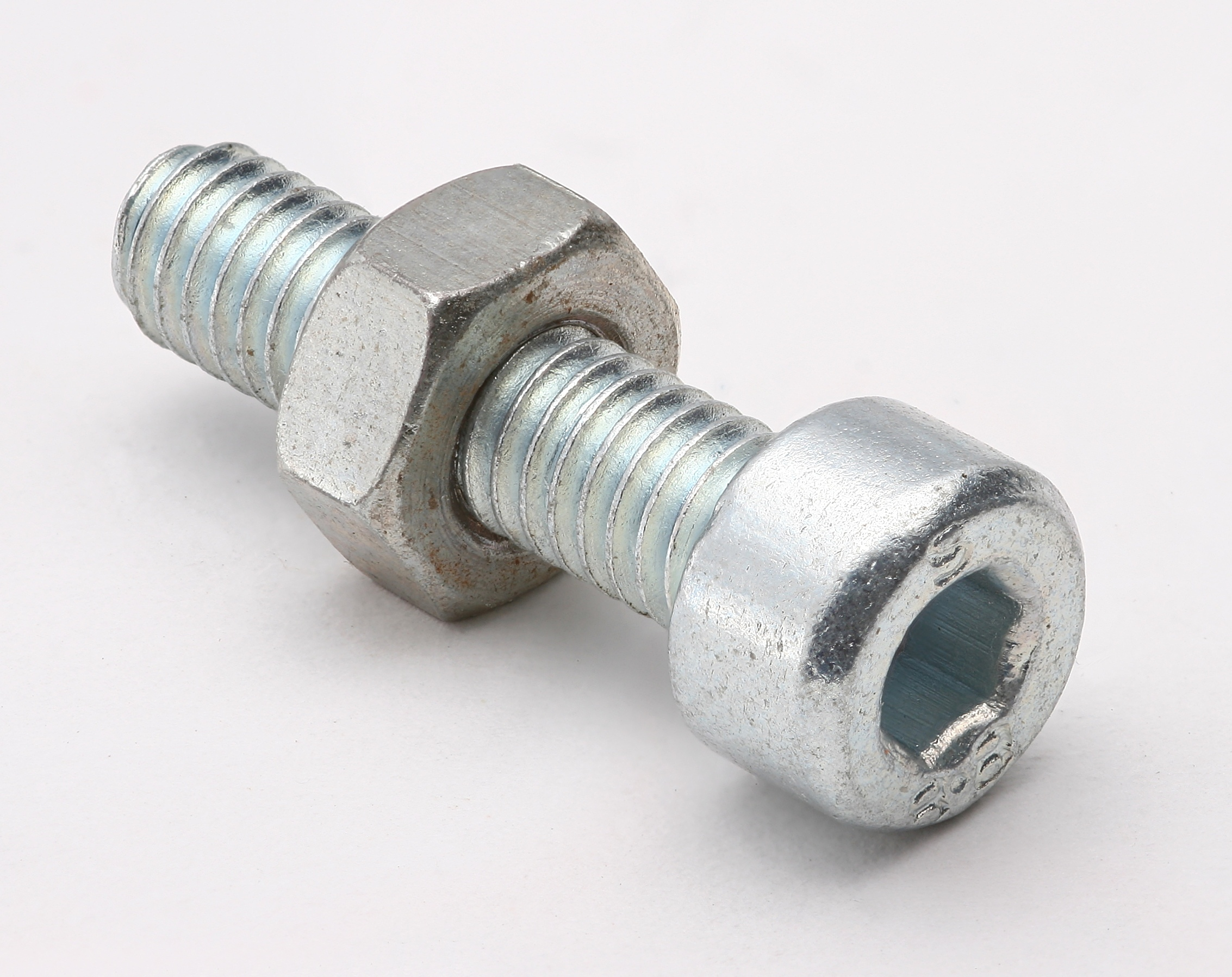
مسمار قلاووظ بداخل صامولة(وصلة مؤقتة)

تتكون أغلب المنتجات الصناعية من أجزاء يتم تشكيلها وتجهيزها كل على حدة قبل تجميعها في الشكل النهائي طبقا للتصميم الموضوع، ويتم نوصيل أجزاء المنتج النهائي بعضها ببعض، إما توصيلًا دائمًا أو مؤقتًا حسب وظيفة المنتج.
- التوصيل المؤقت: يقصد به عمليات التوصيل التي يمكن فيها معاودة فك الوصلات وتركيبها عندما تقتضي الحاجة لذلك، دون الإخلال بسلامة العناصر المكونة للوصلة، وأهم أنواع هذه الوصلات، وصلات القلاووظ والخوابير.
- التوصيل الدائم: يقصد به توصيل العناصر ببعضها توصيلا إيجابيا لا ينتظر معه فك هذا الاتصال إلا عن طريق إتلاف بعض أو كل الأجزاء في العناصر المكونة للوصلة، وأهم أنواع هذه الوصلات وصلات البرشام واللحام.

## الوصلات المؤقتة
يوجد العديد من الوصلات الميكانيكية المؤقتة التي تختلف باختلاف شكل ونوع ووظيفة الجزئين أو الأجزاء المطلوب وصلها، إلا أن أهم أنواعها فيما يتصل بوصل الألواح هو وصلات القلاووظ. وأهم عناصر الوصلة المقلوظة المسمار والصامولة والوردة.

### أنواع المسامير
تختلف أنواع المسامير باختلاف شكل السن وكذلك باختلاف شكل رأس المسمار، وتتوقف خصائص أداء المسمار وما يتحمله من قوة عند ربطه على شكل السنة التي تكون أساسا ذات مقطع مثلث أو مربع أو شبه منحرف أو أي شكل خاص. وفي حالة توصيل المواسير عن طريق أطرافها فإن الجزء المقلوظ في الطرف يكون عادة مسلوبا ليزيد من قوة تماسك الماسورة وإحكامها مع الجزء الآخر كلما إزداد ربط الماسورة بإدارتها بالنسبة لهذا الجزء، وبنفس الكيفية فإن المسامير التي تستخدم لربط لوحين بعضهما ببعض تكون ذات ساق مسلوب كما في حالة الماسورة، فالمسمار في هذه الحالة يزيد من قوة الوصلة كلما أدرناه داخل الجزئين المطلوب ربطهما، كما أنه في هذه الحالة يتم الإستغناء عن الصامولة اكتفاء بقوة التماسك بين المسمار والجزئين المربوطين. ويختلف شكل رأس المسمار وبالتالي طريقة تثبيت المسمار عند ربطه باختلاف مجال استخدامه.

### أنواع الصواميل
عند وصل لوحين بعضهما ببعض عن طريق المسامير الملولبة فإن أحد هذه الوسائل هي أن يشكل باللوح السفلي ثقبا مقلوظا بحيث يمر المسمار من ثقب في اللوح العلوي ويثبت باللوح السفلي، إلا انه في العادة ولسهولة التصنيع فإنه يثقب باللوحين المطلوب وصلهما ثقبين متماثلين ونافذين ويستخدم مسمار وصاولة لربط الجزئين، وعادة تكون الصامولة مسدسة أو مربعة بحيث يمكن استخدام المفاتيح النمطية لربطها، إلا أنه في حالة الأجهزة المنزلية يمكن استخدام صواميل خاصة يمكن فكها وربطها بسهولة.

## الوصلات الدائمة
تستخدم بغرض وصل جزئين ميكانيكين توصيلا دائما لا يراد فكه، لذلك فهي تستخدم في عمليات التصنيع لوصل جزئين وتكوين عنصر ميكانيكي منهما معا إذا كان لا يمكن تصنيعه كجزء واحد. وأهم أنواع الوصلات الدائمة البرشمة واللحام بأنواعه.

### عملية البرشمة
كانت هذه العملية قبل تطور عملية اللحام هي الطريقة المتبعة علي أوسع نطاق في توصيل الألواح وأجزاء المنشآت المعدنية، وفي صناعة أجسام السفن وهياكل الطائرات ومعدات الرفع والغلايات وأوعية الضغط والكباري وأما إلي ذلك من المنشآت.
وتتكون عملية التوصيل بالبرشمة بإدخال مسمار البرشام في ثقب مناسب من الجزئين المراد توصيلهما وتثبليت هذين الجزئين في مكانهما قبل طرق الطرف الأسطواني للمسمار ليشكل الرأس الآخر له حيث تتم بتكوينه عملية البرشمة، وتجري عملية البرشمة علي البارد للمسامير ذات الأقطار الصغيرة حتي قطر 12 مم المصنوعة من الصلب، فإذا زاد قطر المسمار عن ذلك يسخن وتجري عمليات البرشمة علي الساخن، وهي تستخدم أيضا في وصل أجزاء أوعية الضغط كالمراجل التي يتطلب إحكامها ضد التسرب إذ ان مسمار البرشام يزيد إحكامه بعد انكماشه بالتبريد.
و للحصول علي وصلة برشمة جيدة يجب توزيع مسامير البرشام علي طول الوصلة بصورة صحيحة. إذ أنه عند زيادة عدد المسامير تضعف الألواح الموصلة لكثرة عدد الثقوب، وعند قلة عدد المسامير تكون مقاومة الوصلة للإجهادات وإحكامها غير كافيين لهذا، فمن الضروري تحديد عدد المسامير وقطرها وطولها بطريقة عملية سليمة ويجري اختيار قطر مسمار البرشام اعتمادا علي سمك الألواح الموصلة من العلاقة التالية:

K = (2X)0.5

حيث:
- X: سمك اللوحين أو الألواح المبرشمة، مم.
- K: قطر مسمار البرشام، مم.

كما تحسب المسافة بين مراكز ثقوب مسامير البرشام من العلاقة التالية:

D = 3K + 2 mm

حيث:
- D: خطوة البرشمة، مم.
- K: قطر مسمار البرشام، مم.
- mm: مليمتر.

ويجب ألا تقل المسافة بين مركز ثقب البرشام وطرف اللوح عن 1٫5 ق، كما يعتمد طول ساق مسمار البرشام علي سمك الألواح التي تجري برشمتها وعلى شكل الرأس الحابسة حيث تشكل هذه الرأس الحابسة من الجزء البارز للساق، ويبلغ طول الساق اللازم لتشكيل الرأس الغاطسة (0٫8–1٫5) ق، والرأس نصف الكروية (1٫2–1٫5) من قطر المسمار، وبهذه الطريقة يجب أن يكون الطول الكلي لساق المسمار في حالة الرأس الغاطسة كما يلي:
L = t + (1.2 : 1.5) K

حيث:
- K: قطر مسمار البرشام، مم.
- L: طول ساق مسمار البرشام، مم.
- t: سمك اللوحين أو الألواح المبرشمة، مم.

ويمكن تحديد طول وقطر ساق مسمار البرشام من الجدول التالي:
| سمك اللوح (مم) | قطر مسمار البرشام (مم) | طول الجزء البارز من الساق | الطول الكلي للساق (مم) |
| -------------- | ---------------------- | ------------------------- | ---------------------- |
| 1              | 2٫5                    | 4                         | 5                      |
| 1٫5            | 2٫5                    | 4                         | 5–6                    |
| 2              | 2٫5–3                  | 4–5                       | 6–8                    |
| 2٫5            | 3–3٫5                  | 5–5٫5                     | 8                      |
| 3              | 3٫5                    | 5٫5                       | 8–10                   |
| 4              | 4                      | 6                         | 10                     |
| 5              | 4–6                    | 6–9                       | 12–14                  |
| 6              | 6–8                    | 8–12                      | 16–18                  |